# خورشیدگرفتگی ۲۶ ژانویه ۲۰۴۷
خورشیدگرفتگی ۲۶ ژانویه ۲۰۴۷ (به انگلیسی: Solar eclipse of January 26, 2047) یک خورشیدگرفتگی از نوع خورشیدگرفتگی جزئی است. این خورشیدگرفتگی در تاریخ ۲۶ ژانویه ۲۰۴۷ میلادی (‎۶ بهمن ۱۴۲۵ خورشیدی) روی خواهد داد که زمان اوج آن، ساعت ۱:۳۳:۱۸ به‌وقت ساعت هماهنگ جهانی است.